# Terra Alta (Virginia Occidental)
Terra Alta es un pueblo ubicado en el condado de Preston en el estado estadounidense de Virginia Occidental. En el Censo de 2010 tenía una población de 1477 habitantes y una densidad poblacional de 480,84 personas por km².

## Geografía
Terra Alta se encuentra ubicado en las coordenadas 39°26′39″N 79°32′37″O / 39.44417, -79.54361. Según la Oficina del Censo de los Estados Unidos, Terra Alta tiene una superficie total de 3.07 km², de la cual 3.07 km² corresponden a tierra firme y (0%) 0 km² es agua.

## Demografía
Según el censo de 2010, había 1477 personas residiendo en Terra Alta. La densidad de población era de 480,84 hab./km². De los 1477 habitantes, Terra Alta estaba compuesto por el 98.04% blancos, el 0.68% eran afroamericanos, el 0.47% eran amerindios, el 0.07% eran asiáticos, el 0% eran isleños del Pacífico, el 0.2% eran de otras razas y el 0.54% pertenecían a dos o más razas. Del total de la población el 0.95% eran hispanos o latinos de cualquier raza.